# Centro Municipal de Referência da Música Carioca Artur da Távola
O Centro Municipal de Referência da Música Carioca Artur da Távola (mais conhecido como Centro da Música Carioca Artur da Távola, ou Centro da Música Carioca) é um centro cultural dedicado à memória, à criação e à pesquisa da música da cidade do Rio de Janeiro em todas as suas manifestações.
Localiza-se na rua Conde de Bonfim, 824, na Tijuca, zona norte do Rio de Janeiro, Brasil, e é vinculado à Secretaria Municipal de Cultura da Cidade do Rio de Janeiro.

## História
Inaugurado em 16 de junho de 2007, o equipamento da Prefeitura da Cidade do Rio de Janeiro, Secretaria Municipal de Cultura, funciona em um antigo palacete tombado: o Palacete Garibaldi, construído na década de 20,  e no prédio anexo, na esquina da Rua Conde de Bonfim com a Rua Garibaldi.
A edificação, construída ao estilo medieval francês, projeto de Gaspar José de Souza Reis, datado de 1921, inclui-se entre os poucos exemplares desta tipologia arquitetônica residencial da década de 1920, ainda remanescente no tradicional bairro da Tijuca. 
O imóvel constitui bem tombado municipal e foi declarado de utilidade pública para fins de desapropriação, destinado à Secretaria Municipal das Culturas para ser transformado em equipamento de uso cultural. Hoje abriga o Centro de Referência da Música Carioca, cujo projeto e obra de restauração foram orientados pela Secretaria de Patrimônio Cultural (SEDREPAHC).

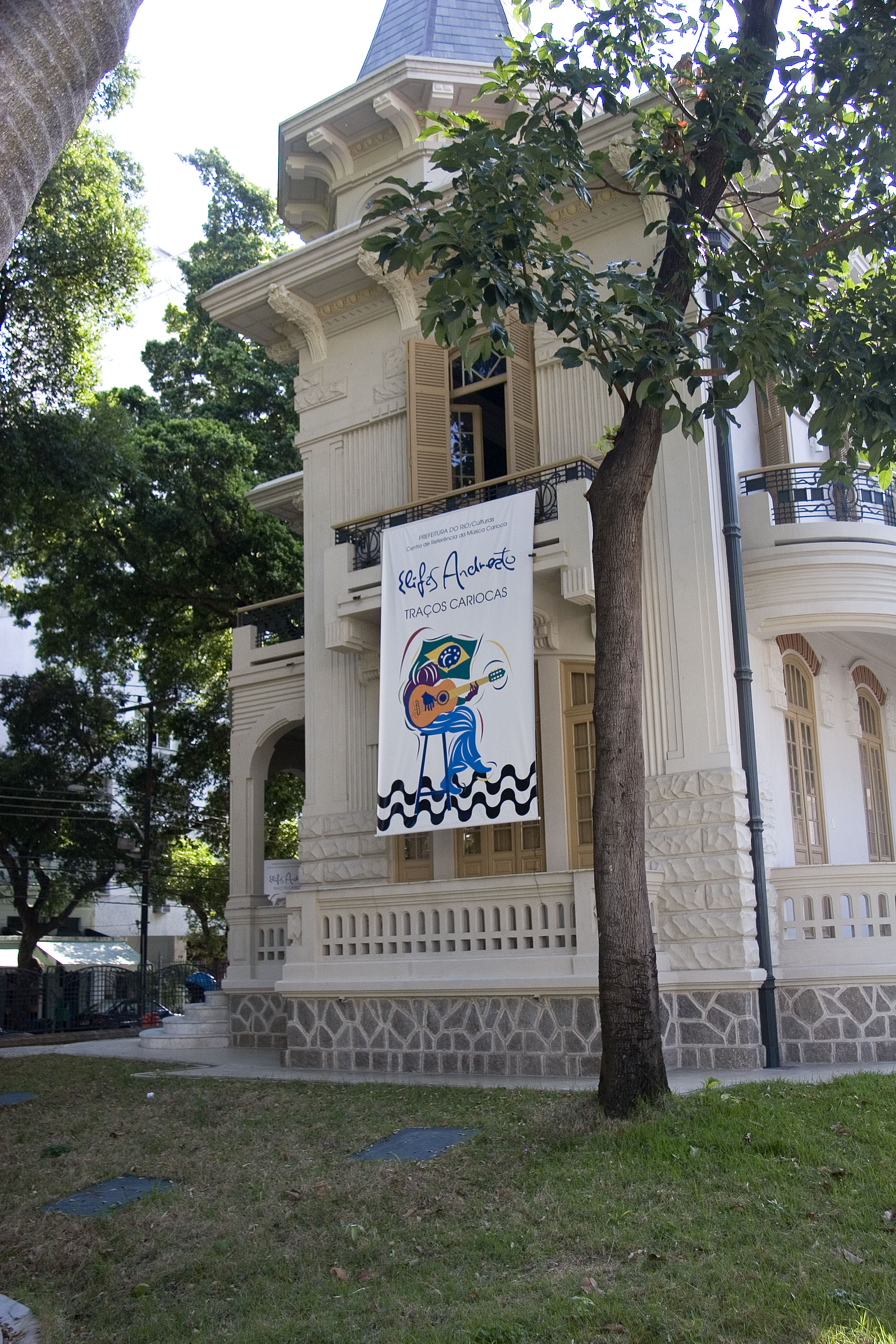
Fotografia da fachada do Palacete Garibaldi, na ocasião da inauguração do Centro da Música Carioca Artur da Távola.

## Atividades
O Centro Cultural oferece em sua programação exposições, biblioteca, oficinas e espetáculos musicais para todas as idades.
No palacete Garibaldi encontram-se as exposições, a biblioteca e a Sala Sarau. No prédio anexo estão a Sala Maestro Paulo Moura, a administração e seis salas de aula, onde são realizados workshops e oficinas de musicalização.
Os jardins completam o belo conjunto arquitetônico, com área de convivência ao ar livre, neste patrimônio tombado da cidade do Rio de Janeiro.

## Exposição Música Brasilis
Uma viagem pela memória da música no Brasil. Essa é a proposta da Exposição Interativa Música Brasilis, acessível ao público de terça a domingo, das 10h às 17h, no Palacete Garibaldi.
A exposição interativa é realizada pelo Instituto Musica Brasilis, sob curadoria de Rosana Lanzelotte, e traz uma linha do tempo que mostra momentos emblemáticos da história da música brasileira, compositores e seus repertórios. Os visitantes podem interagir com instrumentos, jogos e a linha do tempo da música brasileira.

## Biblioteca Municipal Lúcio Rangel
Com cerca de 3 mil livros, a Biblioteca Municipal Lúcio Rangel, inaugurada em 26 de junho de 2024, leva o nome do jornalista, considerado pai da crítica musical e conta com diversos títulos de seu acervo pessoal, doados pela filha, Maria Lúcia Rangel.
"Eu doei o acervo de música popular e jazz. Estou muito feliz, até porque não tenho filhos e não tenho para quem deixar. Então, estou deixando para todo mundo. Todos vão ter a possibilidade de ler um livro desses, que são coisas que estão sumindo" (Maria Lúcia Rangel)
Além dos livros de Rangel, também há títulos recentes, ligados à temática musical, e infantis, disponíveis para leitura. O espaço faz parte do programa Bibliotecas do Amanhã, que visa revitalizar e modernizar bibliotecas e salas de leitura da rede municipal. A inauguração também é uma das entregas antecipadas do calendário da Capital Mundial do Livro, título dado ao Rio pela Unesco em 2023, e que será efetivado a partir de abril de 2025.

## Programação
O Centro da Música Carioca conta com uma intensa programação de apresentações musicais, divulgada mensalmente nas redes sociais do centro cultural: instagram e blog. 
As apresentações acontecem na Sala Sarau, espaço para apresentações acústicas, com cerca de sessenta lugares, situado no interior do Palacete Garibaldi, e na Sala Maestro Paulo Moura, um teatro de semi-arena com 159 lugares, situada no prédio anexo.
Os ingressos podem ser adquiridos na bilheteria, situada junto à Sala Maestro Paulo Moura, de quarta a sexta, entre 14h e 20h ou por meios digitais, na plataforma riocultura.eleventickets.
Para compor a programação do CMC, é necessário fazer o pedido preenchendo o formulário de Solicitação de Pauta. Os pedidos de pauta são realizados de acordo com o cronograma divulgado pela instituição. O formulário possui o objetivo de compilar as solicitações de pauta e as informações das produções. O preenchimento do formulário não garante a pauta. As datas serão definidas posteriormente pela gerência de teatros, juntamente com os equipamentos.  